# Araneus memoryi
Araneus memoryi là một loài nhện trong họ Araneidae.
Loài này thuộc chi Araneus. Araneus memoryi được Henry Roughton Hogg miêu tả năm 1900.